# Kościół Miłosierdzia Bożego w Grójcu
Kościół Miłosierdzia Bożego w Grójcu – rzymskokatolicki kościół parafialny parafii Miłosierdzia Bożego w Grójcu należący do dekanatu grójeckiego archidiecezji warszawskiej.
Kościół parafialny został wybudowany w latach 1989–1999, według projektu architekta Janusza Stępowskiego i konstruktora Janusza Zdrojewskiego, a wykonawcą była wspólnota parafialna przy współpracy inżyniera Henryka Komosy i inżyniera Romana Osińskiego. Świątynia została konsekrowana w 1999 roku.